# Heilige Familiekapel (Oetingen)

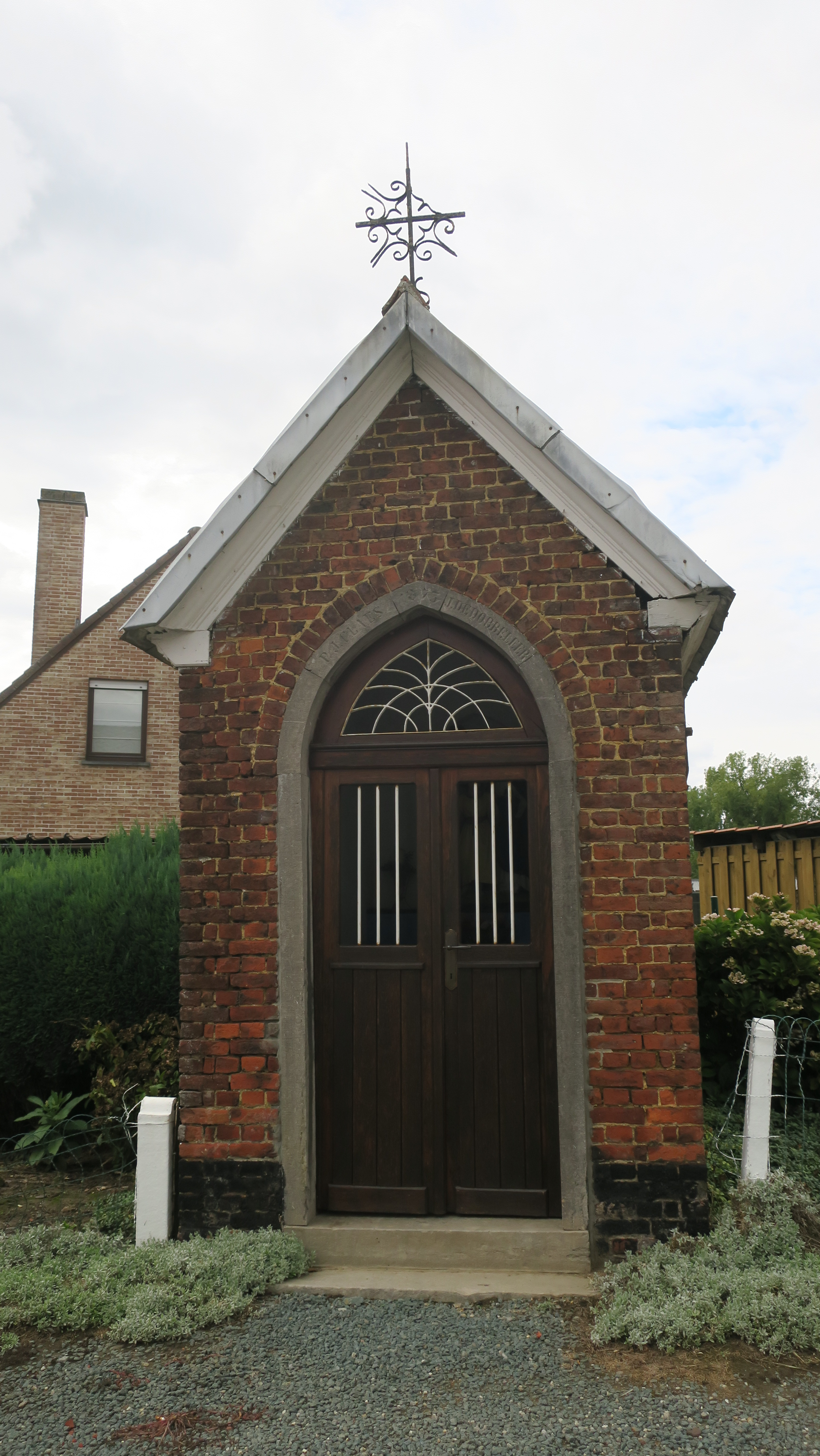

De Heilige Familiekapel bevindt zich in Oetingen, een deelgemeente van Pajottegem in de Belgische provincie Vlaams-Brabant. De kapel is gelegen aan de Lennikstraat 87 ofwel de Oude Plaats. De kapel is aangeduid als vastgesteld bouwkundig erfgoed.

## Historiek
De wegkapel werd in 1873 opgericht door P.J. Claes, zoon van hoeve Claes, en zijn echtgenote Dedobbeleer op de plek waar vroeger een kerk stond. Pas in 1957 werd de kapel aangeduid op het kadaster.

## Architectuur
De betreedbare kapel is opgetrokken uit baksteen op een rechthoekige plattegrond en is bedekt met een licht overkragend zadeldak van kunstleien. Het geheel is bekroond met een ijzeren kruis en heeft een omlopende geprofileerde kroonlijst. De kapel heeft neogotische kenmerken. De getraliede houten vleugeldeur is spitsboogvormig en het bovenlicht is beglaasd. In de deuromlijsting uit blauwe hardsteen zit een verdiept opschrift ‘P.J. Claes 1873 Dedobbeleer’, verwijzend naar de oprichters en de oprichtingsdatum. De plint van de kapel is gepikt.
Het bepleisterde interieur wordt afgedekt door een spitstongewelf en bezit een rode tegelvloer. Tegen de achterwand staat een eenvoudig houten altaar met een gepolychromeerd beeld van de Heilige Familie in een spitsboognis.

## Processie
De kapel ter ere van de Heilige Familie ligt op de route van de Heilige Drievuldigheidsprocessie, ook wel de paardenprocessie van Kester genoemd. Er wordt er halt gehouden voor een gebed. Tot op heden wordt de kapel onderhouden door de familie Smeets, die ook instaat voor de aankleding van de kapel tijdens de processie. Destijds gingen de voorposten in het café Mayeur bier halen voor de dragers van het beeld. Nu staat de familie Smeets klaar met drank voor deze beeldendragers.